# シュリンクラップ契約
シュリンクラップ契約（シュリンクラップけいやく、Shrink-wrap contract）とは、主に市販のパッケージ・プログラムの外箱内に封入される形で添付される使用許諾条項に、プログラムの記憶媒体の包装を開封すると当該条項に同意したものとみなされる旨の記載があるため、包装の開封と同時に成立するとされる契約の俗称である。このような契約締結の手法が有効な契約を成立させるかについては、疑義が提示されている。
類似のものとしてはクリックラップ契約やブラウズラップ契約というものがある。

## 手法の背景と問題点
著作物の複製物を適法に入手した場合、当該複製物を使用すること自体は本来自由であり、プログラムの著作物についても同様である（もっとも、インストール行為が複製権との関係で問題となりうる点については、後述のとおり）。
その一方で、著作権者が著作物の複製物を渡す際に、著作権者と相手方との間で契約を締結した上で使用に制限を加えることも、強行法規に反しない限り自由である。
しかし、市販プログラムの場合は、プログラムの複製物を著作権者から直接購入せず小売業者から入手することが多い。そのため、著作権者は使用条件をコントロールしたいと考えても、購入した者と直接契約を締結することは困難である。そのため、著作権者が提示する使用許諾契約を締結するよう仕向けるために、媒体の開封行為により提示した契約条件に同意したものとみなす手法が出てくるようになる。
しかし、本来契約が成立するためには、原則として契約の申込みと承諾の通知が必要であり、包装を開封することをもって直ちに契約を承諾したと評価することは難しい面がある。また、著作権法は著作権の支分権として使用権を認めていない。つまり著作権者に使用権は認められていない。したがって、もともと著作権者にない「使用権」を他者に「許諾」するということは法律的には意味がない。そのため、シュリンクラップ契約の法的有効性が問題となる。

## アメリカ合衆国の裁判例
日本では、シュリンクラップ契約の有効性が問題となった裁判例は見あたらないが、アメリカ合衆国では、いくつかの裁判例がある。

### ProCD, Inc. v. Zeidenberg
この事件は、ProCD, Inc.（原告）が開発した消費者向けの電話帳データベースを小売店で購入した者（被告）が、プログラムの使用は非商業的な目的に限定される旨のシュリンクラップ契約条項があるにもかかわらず、ウェブを通してデータベースに登録されている情報を有料で引き出せるようにしたため、原告がライセンス違反を主張して提訴したものである。米国におけるシュリンクラップ契約の有効性に関するリーディングケースとなった。
この事案につき第7巡回区連邦控訴裁判所が1996年に下した判決では、外箱には中にライセンス条項が封入されている旨の表示があること、非商業的な目的に使用が限定される旨マニュアルに記載されておりディスプレイにも表示されること、ライセンス条項に同意できない場合は返品が可能であること等を理由に、シュリンクラップ契約は有効に成立している旨判示された。
なお、アメリカ合衆国の著作権法を収録した合衆国法典第17編の第107条はフェアユース (公正利用) として知られ、著作権者に無断で利用しても著作権侵害に当たらないケースを規定している。第107条ではフェアユースの判定基準の一つとして非営利性を挙げている。また第109条では、コンピュータ・プログラムのコピー所有者は著作権者の許諾なしに商用目的で売却などの処分はできないと規定されている。

### M.A. Mortenson Co. v. Timberline Software Corp.
この事件は、建設業者である原告のワシントン州支店が、被告の正規ディーラーを通じて被告開発による建設工事入札補助ソフトを注文して使用したところ、プログラムのバグにより意図していた入札額より低い価格で入札していた結果となったとして、原告が被告に対して損害賠償請求をした事案である。
当該ソフトには、シュリンクラップ契約条項が添付されており、その内容として、プログラムの使用によりライセンスに同意したものとみなされ、同意しない場合は返品できる旨の記載、プログラムのバグにより生じる原告の損害に対する被告の責任はライセンス料の額まで限定される旨の記載（責任制限条項）が含まれていた。
ワシントン州最高裁判所は、2000年、ワシントン州も採用している統一商事法典 (Uniform Commercial Code) の§2-204（物品売買契約成立の一般的要件に関する規定）が、物品売買契約は合意を証するのに足りる方法によっても成立しその締結の時点が確定できない場合でも契約の成立を認定できる旨規定していることを根拠に、一部の条項を後に委ねる契約も許されるとした上で、ライセンス条項はパッケージの色々な所に印刷されている以上、原告はそれを読む機会があり実際に読んだか否は問題にならないこと、旧バージョンも同様のライセンスのもとで使用していたこと、同様のライセンス条項は取引慣行として普遍的に利用されていることなどを理由として、責任制限条項を内容とするシュリンクラップ契約は有効に成立していると判断した。
なお、法廷意見は、被告がシュリンクラップ契約の申込みをし、原告がそれに対して承諾したという法律構成をしている。これに対し、反対意見は、原告がディーラーを通じてソフトを注文したことが契約の申込みであり、被告のディーラーの社長が原告からの注文書に署名した時点で契約が成立しているという法律構成を前提に、シュリンクラップ契約条項の送付は、統一商事法典の§2-209に規定する契約修正の提案であり明示の合意が必要であるとして、原告が明示的にシュリンクラップ契約条項に同意したか否かが審理されなければならないとした。

## 日本における議論

### 承諾の意思表示に関する問題
日本においては、隔地者間の契約は、承諾の通知を発したときに成立する（民法526条1項）が、申込者の意思表示又は取引上の慣習により承諾の通知を必要としない場合には、契約は承諾の意思表示と認めるべき事実があった時に成立する（同条2項）とされている。シュリンクラップ契約において「申込者の意思表示・・・により承諾の通知を必要としない場合」に該当することは問題ないとしても、媒体の包装を開封することが「承諾の意思表示と認めるべき事実」と言えるかが問題となる。
無効とする見解
ユーザーがパッケージを開封する行為は契約をするためでなく内容物を取り出すためであって、またそのことは相手方たるベンダーにとっても明らかまたは知り得べかりし事情であり、また、事前に意思表示の方法について別途の契約が成立していないかぎり、申込者の方で開封行為を意思表示と認めるべき事実と勝手に指定することはできない、したがって少なくとも契約承諾の効果意思を欠いた瑕疵ある意思表示の相手方悪意有過失の場合として心裡留保(民法93条但書)にあたる、などとしてシュリンクラップ契約は無効とする見解である。
ユーザー登録行為により有効とする見解
媒体の包装を開封する行為を承諾の意思表示と認めることはできないとしても、ユーザー登録の手続をすれば承諾の意思表示があったとする見解である。もっとも、この見解に対しては、通常はバージョンアップなどのユーザーサポートを得る目的でユーザー登録をするのであり、ユーザー登録すれば使用許諾契約に承諾するものとみなす旨の条項がない限り、承諾の意思表示があったとみなすことは無理という批判もある。
普通取引約款の拘束力の問題とする見解
普通取引約款の拘束力の根拠については見解が分かれているものの、普通取引約款自体が無効とされているわけではないという理解を前提に、契約条項の内容のコントロールの問題であるとする見解である。しかし、普通取引約款の拘束力が問題となるのは、約款の内容を認識していなくても認識しようと思えば認識しえた状態で外形的に承諾とみなされる行為があったことが前提である。これに対し、シュリンクラップ契約の効力の問題は、そもそも承諾とみなされる行為があったか否か自体が問題となっているのであり、問題点を取り違えているという批判が成り立つ。
商慣習の問題とする見解
代金支払後に契約条件を示される取引はシュリンクラップ契約が問題となる前から存在しており（チケット購入の際の裏面の記載など）、商品を消費者に提供するための合理的な商慣習であるとする見解である。

### 著作権法上の著作権の制限との関係
使用許諾契約の中には、著作権法が認める著作権の制限（著作権法30条から50条）を否定する内容を含む場合がある。しかし、著作権法は著作権の支分権として使用権を認めていない。つまり、著作権者に使用権は認められていない。したがって、シュリンクラップ契約（開封契約）において、もともと著作権者にない「使用権」を他者に「許諾」するということは法律的には意味がない。結局、シュリンクラップ契約は、使用を許諾ないし制限する契約ではなく、複製を許諾ないし制限する契約と解するほかない。
プログラムの著作物の場合は、著作物の複製物の所有者は、利用に必要と認められる限度において当該著作物を複製することが可能であり（著作権法47条の3第1項）、複数のコンピュータにインストールする場合を除き、プログラムをインストールして実行することやバックアップをすること自体は複製権の侵害行為に該当しない。また、個人的又は家庭内その他これに準ずる限られた範囲内において使用する場合（私的使用の場合）には、原則として複製をすることについて著作権者の許諾を得る必要はない（30条1項）。
シュリンクラップ契約は、以上のような著作権法上認められた複製の制限を内容とすることが多いが、上記の著作権制限規定は任意法規であると理解されている。そのため、シュリンクラップ契約が有効に成立すれば、著作権者が複製について自由にコントロールできることになる。しかし、業務目的で複数のコンピュータにインストールすることが複製権の侵害になることは契約をしなくても当然のことであり、バックアップや私的使用のための複製まで契約によって制限する必要性は乏しいのではないかという指摘もされている。
もっとも、複製権との抵触を避ける目的でプログラムを一本だけ購入し、 LAN を用いてプログラムを使用する行為については疑義が存在する。日本の著作権法では、1997年の法改正により公衆送信権の一類型としての送信可能化権の制度が新設され（23条1項括弧書）、プログラムの著作物については同一構内における送信行為も公衆送信に該当するものとされた（2条1項7号の2、23条1項括弧書き）。しかし、同一事業所内で複数の従業員が使用する目的で LAN を用いる場合が「公衆」によって受信されえる状態と言えるか、という問題がある。この点については、一本の複製物が通常予定している程度の人数を超えてソフトが送信される場合には「公衆送信」に該当するという見解も示されているものの、法的にはグレーゾーンである。このような場合には、LAN を用いてプログラムを使用することについて契約を締結することも必要になり、市販のプログラムの場合はシュリンクラップ契約の手法を採るメリットも大きい。